# Smittoidea bulbosa
Smittoidea bulbosa är en mossdjursart som beskrevs av Hayward och Thorpe 1990. Smittoidea bulbosa ingår i släktet Smittoidea och familjen Smittinidae. Inga underarter finns listade i Catalogue of Life.